# Kate Vernon
Kate Vernon, all'anagrafe Katherine Elizabeth Vernon (Canada, 21 aprile 1961), è un'attrice canadese.
È figlia dell'attore John Vernon e di Nancy West.
È nota principalmente per il ruolo di Lorraine Prescott, interpretato nella soap opera Falcon Crest. Nel 1992 ha interpretato un ruolo in Malcolm X, diretto da Spike Lee.
Ha sposato il cantante Chuk Negron, dal quale ha avuto tre figli.

## Filmografia parziale

### Cinema
- Chained Heat, regia di Paul Nicholas (1983)
- La notte assassina (Roadhouse 66), regia di John Mark Robinson (1985)
- Malcolm X, regia di Spike Lee (1992)
- Jackpot, regia di Mario Orfini (1992)
- Maestro dell'anno, regia di William Dear (2005)
- The Last Song, regia di Julie Anne Robinson (2010)
- Battledogs, regia di Alexander Yellen (2013)

### Televisione
- Dallas – serie TV, episodio 7x16 (1984)
- Falcon Crest – serie TV, 25 episodi (1984-1985)
- Alfred Hitchcock presenta (Alfred Hitchcock Presents) – serie TV, episodio 3x17 (1988)
- Perry Mason: La bara di vetro (Perry Mason: The Case of the Glass Coffin), regia di Christian I. Nyby II – film TV (1991)
- Blackjack, regia di John Woo – film TV (1998)
- Star Trek: Voyager – serie TV, episodio 5x04 (1998)
- Dawson's Creek – serie TV, episodio 5x08 (2001)
- Battlestar Galactica – serie TV, 23 episodi (2004-2009)
- The Mentalist - serie TV, episodio 1x23 (2009)
- Heroes – serie TV, episodio 4x15 (2010)
- The 100 – serie TV, 3 episodi (2014)
- Perception – serie TV, episodio 3x09 (2014)
- True Lies – serie TV, episodio 1x09 (2023)

## Doppiatrici italiane
Nelle versioni in italiano delle opere in cui ha recitato, Kate Vernon è stata doppiata da:
- Alessandra Korompay in The 100, Condor, True Lies
- Cristina Boraschi in Malcolm X
- Valeria Perilli in Battlestar Galattica
- Emanuela Baroni in CSI - Scena del crimine
- Angiola Baggi in The Mentalist
- Cristiana Lionello in Perception
- Elena Canone in Ossessione matrimonio